# 1933–1935-ös Európa-kupa
Az 1933–1935-ös Európa-kupa az Európa-kupa történetének harmadik kiírása volt. A sorozatban Ausztria, Csehszlovákia, Magyarország, Olaszország és Svájc válogatottjai képviseltették magukat. 
A kupát az olasz labdarúgó-válogatott nyerte el, története során második alkalommal.

## A végeredmény
| Csapat        | M | Gy | D | V | Rg | Kg | Át   | P  |
| ------------- | - | -- | - | - | -- | -- | ---- | -- |
| Olaszország   | 8 | 5  | 1 | 2 | 18 | 10 | 1.80 | 11 |
| Ausztria      | 8 | 3  | 3 | 2 | 17 | 15 | 1.13 | 9  |
| Magyarország  | 8 | 3  | 3 | 2 | 17 | 16 | 1.06 | 9  |
| Csehszlovákia | 8 | 2  | 4 | 2 | 11 | 11 | 1.00 | 8  |
| Svájc         | 8 | 1  | 1 | 6 | 13 | 24 | 0.54 | 3  |

## Kereszttáblázat
|               | AUS | CSE | MAG | OLA | SVÁ |
| ------------- | --- | --- | --- | --- | --- |
| Ausztria      | XXX | 2-2 | 4-4 | 0-2 | 3-0 |
| Csehszlovákia | 0-0 | XXX | 2-2 | 2-1 | 3-1 |
| Magyarország  | 3-1 | 1-0 | XXX | 0-1 | 3-0 |
| Olaszország   | 2-4 | 2-0 | 2-2 | XXX | 5-2 |
| Svájc         | 2-3 | 2-2 | 6-2 | 0-3 | XXX |

## Díjak
| 1933–1935-ös Európa-kupa bajnoka: |
| --------------------------------- |
| OLASZORSZÁG 2. cím                |

## Gólszerzők
| 7 gólos - Sárosi György - Leopold Kielholz 5 gólos - Josef Bican - Karl Zischek 4 gólos - Oldřich Nejedlý 3 gólos - Václav Horák - Giovanni Ferrari - Angelo Schiavio Öngól - Severino Minelli (Magyarország ellen) - (angolul) |